# Драгољуб Николић
Капетан Драгољуб Николић био је српски четник у Старој Србији за време четничке акције почетком 20. века. Родио се у Београду, где је завршио основну школу, шест разреда гимназије и нижу школу војне академије. Са војводом Радетом Радивојевићем-Душаном повео је чету преко Косова у лето 1907. Чета је откривена од турске војске и локалних Албанаца код села Пасјана и осим тројице четника потпуно уништена.